# (29745) Mareknovak
(29745) Mareknovak est un astéroïde de la ceinture principale d'astéroïdes.

## Description
(29745) Mareknovak est un astéroïde de la ceinture principale d'astéroïdes. Il fut découvert le 16 janvier 1999 à Socorro (Nouveau-Mexique) par le projet LINEAR. Il présente une orbite caractérisée par un demi-grand axe de 2,24 UA, une excentricité de 0,15 et une inclinaison de 8,9° par rapport à l'écliptique.

## Compléments